# Mersin İdman Yurdu SK
A Mersin İdman Yurdu török labdarúgóklub, melyet 1925-ben alapítottak Mersin városában. Jelenleg a török élvonalban szerepel, ahova közel 20 év után jutott vissza újra 2011-ben. Hazai mérkőzéseit a Tevfik Sırrı Gür stadionban játssza.

## Sikerei
- Török kupa
  - Ezüstérmes (1 alkalommal): 1984

## Eredményei

### Bajnoki múlt
A Mersin İdman Yurdu helyezései az török labdarúgó-bajnokság élvonalában.
| Idény   | Helyezés |
| ------- | -------- |
| 1967–68 | 10. hely |
| 1968–69 | 6. hely  |
| 1969–70 | 4. hely  |
| 1970–71 | 11. hely |
| 1971–72 | 7. hely  |
| 1972–73 | 11. hely |

| Idény   | Helyezés |
| ------- | -------- |
| 1973–74 | 15. hely |
| 1976–77 | 7. hely  |
| 1977–78 | 16. hely |
| 1980–81 | 15. hely |
| 1982–83 | 15. hely |
| 2011–12 |          |

### Nemzetközi
Az Európai Labdarúgó-szövetség (UEFA) által szervezett labdarúgótornákon elért eredményei.
Összesítve
| Kupa       | M | GY | D | V | LG–KG |
| ---------- | - | -- | - | - | ----- |
| KEK        | 2 | 0  | 1 | 1 | 0–1   |
| Összesítve | 2 | 0  | 1 | 1 | 0–1   |

### Szezonális bontásban
| Kupa | Idény     | Forduló    | Klub                 | 1. mérk. | 2. mérk. | Össz. |
| ---- | --------- | ---------- | -------------------- | -------- | -------- | ----- |
| KEK  | 1983–1984 | 1. forduló | ZSSZK-Szpartak Varna | 0–0      | 0–1      | 0–1   |

Megjegyzés: Az eredmények minden esetben a Mersin İdmanyurdu szempontjából értendők, a dőlten írt mérkőzéseket pályaválasztóként játszotta.